# Акведук Падре Темблеке
Акведук Падре Темблеке или Акведук Семпоала — мексиканский акведук, расположенный между городами Семпоала (Идальго) и Отумба (Мехико). 

## Описание
Акведук, построенный между 1553 и 1570 годами, имеет протяжённость 45 километров, начинаясь у вулкана Текахете, к востоку от Семпоалы и заканчиваясь в Отумбе. Большая часть акведука проходила на уровне земли, но также имелись подземные и надземные участки. Последние представляют собой три аркады, состоящие из 46, 13 и 67 арок соответственно. Самая высокая часть акведука, известная как Главная аркада, проходит по долине Папалот и состоит из 67 арок, наивысшая из которых достигает высоты 38,75 метров.

## Объект Всемирного наследия
Акведук добавлен в предварительный список объектов Всемирного наследия ЮНЕСКО 20 ноября 2001 года и окончательно внесён в список 5 июля 2015 года.